# Clive Bell
Arthur Clive Heward Bell (16 de septiembre de 1881, Great Shefford - 17 de septiembre de 1964, Londres) fue un crítico de arte británico.

## Trayectoria
Estudió en Marlborough y Trinity College, de la Universidad de Cambridge, donde estudió historia. Junto a su concuñado Leonard Woolf y Roger Fry, formaron la base del Círculo de Bloomsbury. Sus conceptos estéticos más importantes fueron publicados en el libro Art de 1914 y en Since Cézanne de 1922, en el cual promovió su teoría denominada con el término "significant form", que describe la calidad distintiva de las obras de arte a otros objetos. Su argumentación de que la apreciación artística implica una respuesta emocional a cualidades puramente formales, independientes del contenido, fue muy influyente durante varias décadas.
En 1902 recibió una beca del Earl of Derby para estudiar en París, donde se originó su interés por el arte. A su regreso a Inglaterra, se trasladó a Londres, donde conoció y se casó con la artista Vanessa Stephen, hermana de Virginia Woolf, a principios de 1907.
En la Primera Guerra Mundial su matrimonio había terminado. Vanessa había comenzado una relación de por vida con Duncan Grant y Clive tenía una serie de enlaces con otras mujeres como Mary Hutchinson. Sin embargo, Clive y Vanessa nunca se separaron oficialmente o se divorciaron. No sólo se seguían visitando regularmente, sino que a veces pasaban vacaciones juntos y pagaban visitas "familiares" a los padres de Clive. Clive vivía en Londres, pero a menudo pasaba largos períodos de tiempo en la casa de Charleston, Sussex, donde Vanessa vivía con Duncan y sus tres hijos de Clive y Duncan. Apoyó plenamente su deseo de tener un hijo de Duncan y permitió que su hija, Angélica, llevara su apellido. Clive y Vanessa tuvieron dos hijos (Julian y Quentin), que se convirtieron en escritores. Julian se unió al lado republicano en la guerra civil española como un conductor de ambulancia. Murió en 1937 de herida de metralla enemiga, a los 29 años. 
La hija de Vanessa y de Duncan, Angélica Garnett (nacida Bell), fue criada como hija de Clive hasta que se casó. Fue informada por su madre Vanessa, justo antes de su matrimonio y poco después de la muerte de su hermano Julian, que Duncan Grant era su padre biológico.
Según el historiador Stanley Rosenbaum, "Bell puede, de hecho, ser el miembro menos querido de Bloomsbury ... Bell ha sido despreciado por los biógrafos y críticos del Grupo - como marido, padre, y especialmente cuñado. Es innegable que era un raro snob, hedonista y mujeriego, un racista y un antisemita (pero no un homófobo), que pasó de ser un socialista liberal y pacifista a un apaciguador reaccionario. La reputación de Bell le ha llevado a su ser subestimado en la historia de Bloomsbury ..."

## Obras
- Art (1914)
- Since Cézanne (1922)
- Civilization (1928)
- Proust (1929)
- An Account of French Painting (1931)
- Old Friends (1956)

- Datos: Q684978
- Multimedia: Clive Bell / Q684978